# 渔坝村站
渔坝村站是一个成昆铁路上的车站，位于云南省楚雄彝族自治州禄丰县一平浪镇渔坝村，建于1966年，邮政编码为651214。
渔坝村站目前为五等站，隶属昆明铁路局管辖，西距广通站27公里，成都站974公里，东距昆明站126公里。
渔坝村站是隧道车站，位于隧道内和桥梁上。隧道修建时曾发生塌方，致16人死亡。1991年9月18日车站附近路轨发生泥石流灾害：路轨被3150立方米的淤泥覆盖，蜜蜂警隧道被淤埋98米，线路中断12小时:285。
2014年3月1日下午，渔坝村站正式关闭，信号机已被拆除。2018年年初重开。